# 880'erne f.Kr.
Århundreder: 10. århundrede f.Kr. – 9. århundrede f.Kr. – 8. århundrede f.Kr.
Årtier: 930'erne f.Kr. 920'erne f.Kr. 910'erne f.Kr. 900'erne f.Kr. 890'erne f.Kr. – 880'erne f.Kr. – 870'erne f.Kr. 860'erne f.Kr. 850'erne f.Kr. 840'erne f.Kr. 830'erne f.Kr.
År: 889 f.Kr. 888 f.Kr. 887 f.Kr. 886 f.Kr. 885 f.Kr. 884 f.Kr. 883 f.Kr. 882 f.Kr. 881 f.Kr. 880 f.Kr.

## Begivenheder
- 889 f.Kr. – Takelot I overtager tronen i Egypten efter sin far Osorkon I
- 883 f.Kr. – Assurnasirpal II overtager tronen i Assyrien efter sin far Tukulti-Ninurta II